# Guapira glabriflora
Guapira glabriflora är en underblomsväxtart som beskrevs av Julian Alfred Steyermark. Guapira glabriflora ingår i släktet Guapira och familjen underblomsväxter. Inga underarter finns listade i Catalogue of Life.